# Evrokorpus
Evrokorpus (angleško Eurocorps) je mednarodni korpus kopenske vojske, ki predstavlja hitroreakcijsko oboroženo silo Evropske unije; hkrati pa je tudi del Nata. Ima okoli 60.000 pripadnikov.

## Zgodovina
Eurocorps je bil uradno ustanovljen 1. oktobra 1993 (s postavitvijo poveljujočega generala) na osnovi predhodno delujoče Nemško-francoske brigade, pri čemer se je Nemčiji in Franciji pridružila še sosednja Belgija. Korpus je bil tako ustanovljen z namenom zagotoviti mednarodno vojaško enoto, ki bi delovala znotraj Evropske unije, hkrati pa bi bila tudi del organizacije NATO. 5. novembra istega leta pa je bila uradna svečana prireditev, katere so se udeležili ministri za obrambo in načelniki generalštabov vseh treh držav članic.
Španija se je pridružila 1. julija 1994. Istega meseca, na dan Bastilje (14. julij), se je Eurocorps prvič predstavil javnosti, ko je sodeloval na tradicionalni vojaški paradi na Elizejskih poljanah. Zadnja članica, Luksemburg, se je pridružila 7. maja 1996.
Leta 1999 se je pričela reorganizacija korpusa v hitroreakcijsko enoto, ki bi posredovala na kriznih območjih. Od leta 2002 so se v delovanje korpusa vključile tudi druge partnerske države oz. države opazovalke.

## Delovanje
Trenutna primarna naloga Eurocorpsa je delovanje v kriznih razmerah. Glede odločitve o delovanju je korpus popolnoma avtonomen. Odbor, ki ga sestavljajo načelnik generalštaba in politični predstavnik Ministrstva za zunanje zadeve iz vsake države, odloči o možnosti razmestitve na krizno območje. Prošnjo za razmestitev lahko vložijo mednarodne organizacije (Evropska unija in NATO) ali pa članice Eurocorpsa. 
Večina enot, ki sestavljajo korpus, je v mirnodobni sestavi podrejana lastni državni oboroženi sili; le štab (večinoma le ogrodje), Francosko-nemška brigada in Multinational Command Support Brigade so neposredno pod poveljstvom korpusa. V primeru aktiviranja korpusa se popolni sestava štaba in oborožene sile držav članic razporedijo enote pod korpus in prenesejo pravico operativnega poveljstva na korpus. 
Uradni jezik korpusa je angleščina, kljub temu, da le-ta ni uradni jezik nobene (trenutne) države članice. Vsi pripadniki korpusa tako morajo imeti zadostno znanje angleščine, da lahko delujejo v korpusu.

### Mirovne misije
- SFOR (1999–2000)
- KFOR III (2000)
- ISAF VI (2004–2005)

## Organizacija
- Poveljstvo

- Štab

- G1
- G2
- G3
- G4
- G5
- G6
- G7
- G8
- G9
- GMed
- Inženirstvo

- Multinational Command Support Brigade
- Francosko-nemška brigada

- Etat-Major de Force
- divizija
- 1. brigada
- 1. mehanizirana divizija
- izvidniška četa [2]

- 2x izvidniški vod
- 1x protioklepni vod
- logistični podporni element

## Države udeleženke
Države članice
- Belgija (1. september 1993)
- Francija (država ustanoviteljica)
- Nemčija (država ustanoviteljica)
- Španija (1. julij 1994)
- Luksemburg (7. maj 1996)

Partnerske države
- Grčija (3. september 2002 – danes)
- Turčija (3. september 2002 – danes)
- Poljska (7. januar 2003 – danes)
- Avstrija (25. februar 2003[4] – 2011)
- Finska (25. februar 2003[4] – 2005)
- Italija (1. april 2009 – danes)
- Nizozemska (1. april 2002 – 2005)
- Združeno kraljestvo (1. april 2001 – 2004)
- Kanada (julij 2003 – 2007)

## Poveljstvo
Poveljujoči general
- Generalleutnant Helmut Willmann : 1. oktober 1993 – 31. januar 1996
- Général de Corps d’Armée Pierre Forterre : 31. januar 1996 – 15. december 1997
- Lieutenant général Leo van den Bosch : 15. december 1997 – 26. november 1999
- Teniente General Juan Ortuño : 26. november 1999 – 10. december 2001
- Generalleutnant Holger Kammerhoff : 10. december 2001 – 4. september 2003
- Général de Corps d’Armée Jean-Louis Py : 4. september 2003 – 23. september 2005
- Lieutenant général Charles-Henri Delcour : 23. september 2005 – 21. september 2007
- Teniente General Pedro Pitarch : 21. september 2007 – 25. september 2009
- Generalleutnant Hans-Lothar Domröse : 25. september 2009 – 1. julij 2011
- Général de Corps d’Armée Olivier de Bavinchove : 1. julij 2011 – danes

Namestnik poveljujočega generala
- Generalmajor Walter Spindler : 29. junij 2011 – danes

Načelnik štaba
- Général Major Guy Buchsenschmidt : 29. junij 2011 – danes

Namestnik načelnika štaba (operacije)
- General de brigada Juan Montenegro : 29. junij 2011 – danes

Namestnik načelnika štaba (podpora)
- Brigadier General Kazimierz Wójcik : 29. junij 2011 – danes

Vojaški pomočnik načelnika štaba
- Major Georges Campill : 1. september 2011 – danes